# Ataque de mísseis à base militar de Shayrat em 2017
O ataque à base aérea de Shayrat aconteceu na manhã do dia 7 de abril de 2017, durante a Guerra Civil Síria, em que os Estados Unidos lançou 59 mísseis Tomahawk de origem do Mar Mediterrâneo com destino à Síria, voltado especificamente para a base aérea de Shayrat. O ataque foi ordenado pelo presidente dos Estados Unidos, Donald Trump, como uma resposta direta ao ataque químico de Khan Shaykhun, ocorrido em 4 de abril de 2017.
O bombardeio foi o primeiro ataque unilateral militar dos Estados Unidos para atingir intencionalmente as forças do Partido Baath Socialista Árabe (também conhecido como Ba'th ou Ba'ath) do governo sírio durante o conflito civil. O presidente Trump justificou o ataque, declarando: "É neste vital interesse de segurança nacional dos Estados Unidos prevenir e impedir a propagação e o uso de armas químicas mortais". Os americanos atacaram sob a crença de que as forças do presidente da Síria Bashar al-Assad foram responsáveis pelo ataque químico, enquanto a responsabilidade pelo ataque foi contestada pelo governo sírio, negando envolvimento no ataque químico. A resposta política ao ataque dos Estados Unidos foi centrada, com alguns membros do congresso americano chamando o ataque de "inconstitucional", enquanto alguns diplomatas internacionais afirmaram que "o ataque foi uma violação das leis internacionais".
As forças de Assad lançaram bombardeios contra os rebeldes da base apenas algumas horas depois do ataque americano. A capacidade de continuar a usar a base para esses ataques foi atribuída ao aviso prévio que os Estados Unidos deram ao aliado da Síria, a Rússia, antes de atacar a base aérea.

## Ataque
Na noite de 6 de abril, sob a Resolução dos Poderes de Guerra, Trump notificou ao Congresso dos Estados Unidos que iria atacar a Síria com mísseis. De acordo com um oficial da Casa Branca, mais de 24 membros do Congresso foram informados sobre a notificação. Internacionalmente, os Estados Unidos também notificaram vários países, incluindo o Canadá, Austrália e Rússia, antes do bombardeio. O estrategista-chefe da Casa Branca, Steve Bannon (ex-presidente executivo da Breitbart News), teria se oposto à Trump, porém foi indeferido pelo assessor sênior do presidente, Jared Kushner.
Foi executado o ataque à base aérea de Shayrat, na Província de Homs, acreditado pela Inteligência dos Estados Unidos como sendo o local responsável pelo ataque químico ocorrido na cidade de Khan Shaykhun, com o objetivo primário de destruir as defesas aéreas, aviões, hangares e combustíveis. Ao todo foram relatados 59 mísseis Tomahawks lançados a partir de dois navios de guerra da Marinha dos Estados Unidos (os destroyer's USS Ross e USS Porter), em torno de 20h40min EDT (04h40min EEST), entretanto, posteriormente confirmou-se que foram 60 mísseis disparados, levando em conta um míssil com pouso na água após o lançamento. Foi a primeira vez que os Estados Unidos realizou uma operação militar contra as forças do presidente sírio, Bashar al-Assad.

## Perdas
O Comando Central dos Estados Unidos recebeu um comunicado de imprensa de que os mísseis Tomahawk atingiram "aeronaves, abrigos de aeronaves, armazenamento de petróleo e logística, búnqueres de munições, sistemas de defesa e radares". Os relatórios iniciais americano alegaram que "aproximadamente 20 aviões" foram destruídos e que 58 dos 59 mísseis de cruzeiro lançados "destruiu ou degradou severamente" o alvo. De acordo com o Ministério da Defesa da Federação Russa, a "eficácia de combate do ataque foi extremamente baixa", e que "apenas 23 mísseis atingiram a base, não sabendo o que aconteceu com os outros 36 mísseis".
Foi reportado que a pista de pouso e decolagem ficou intacta e que os voos de combate da base aérea atacada retomaram em algumas horas depois do ataque. Segundo os noticiários, cerca de 9 aviões foram destruídos e todos os aviões foram cogitados estarem fora de combate. Alguns observadores concluíram que o governo russo — e portanto, também o governo sírio — foram avisados e que a Síria teve tempo suficiente para mover a maioria dos aviões para outra base. O  Observatório Sírio de Direitos Humanos (SOHR) disse que o ataque causou danos em 12 hangares, um depósito de combustível e uma base de defesa aérea. Segundo o jornal online, Al-Masdar News, informou que 15 aviões-caça foram danificados ou destruídos e que a destruição dos petroleiros causou várias explosões e muito incêndio.
Estima-se que houve de 7 a 9 soldados sírios mortos, incluindo um general. Militares russos também estiveram presentes na base aérea no momento em que foram atacados. De acordo com a agência de notícias síria, SANA, 9 civis também foram mortos no ataque, incluindo quatro crianças. O jornal também afirmou que 5 civis foram mortos aos redores de Shayrat, enquanto outros 4 foram mortos em Al-Hamrat, e que outros 7 civis foram feridos quando um dos mísseis atingiu as casas em Al-Manzul, cerca de 4 km de distância da base aérea de Shayrat. Alguns observadores acreditam que o governo russo alertou o governo sírio, que teve tempo suficiente para mover os aviões para outra base.